# Carpe diem (EP de Justin Quiles)
Carpe Diem es el nombre del primer extended play del cantante de reguetón Justin Quiles. Fue lanzado el 9 de marzo de 2015, por Rich Music. Fue lanzado mediante la liberación de sencillos que fueron proyectados como capítulos, uno tras del otro.
Contiene canciones como «Nos envidian», el cual tuvo una recepción comercial moderada, por otro lado, todos los sencillos del disco cuentan con un video musical, que fueron presentados como capítulos desde finales de 2014 hasta principios del siguiente.

## Lista de canciones
| N.º   | Título         | Duración |  |
| 1.    | «Mi maldición» | 3:40     |  |
| 2.    | «Rabia»        | 3:05     |  |
| 3.    | «Sin tu amor»  | 4:12     |  |
| 4.    | «No la toques» | 3:27     |  |
| 5.    | «Nos envidian» | 4:08     |  |
| 6.    | «Sustancia»    | 3:54     |  |
| 7.    | «Dos locos»    | 3:35     |  |
| 26:05 |                |          |  |